# El Puente (periódico)
El Puente es un periódico gratuito en español de Indiana (Estados Unidos), creado en 1992. Impreso por el South Bend Tribune. 
El Puente es el primer periódico hispano de Indiana.
El nombre del periódico se debe a que sus creadores entendien que el periódico es un puente de unión entre la comunidad hispana de Indiana con la del resto de población de habla inglesa, porque el periódico se edita en ambos idiomas. 
Desde el 2001 el periódico también está en internet, donde hay un archivo de todos los periódicos publicados desde junio de 2001.
La sede del periódico se encuentra en Goshen (Elkhart County).

## Distribución
El periódico se distribuye quincenalmente en la región de Indiana-Michiana en ciudades como South Bend, Mishawaka, Bremen, Fort Wayne, Three Rivers, Elkhart, Goshen, Niles, Warsaw, LaPorte y algunas otras.

## Secciones
1. Noticias locales (de Indiana y Míchigan)
2. Noticias nacionales (de EE. UU.)
3. Noticias internacionales (con especial atención a los países de América Latina).
4. Columnas
5. Entretenimiento
6. Secciones especiales:

- Ciencia y cultura.
- Reloj de arena (historia).
- En las letras (literatura).
- Página infantil.

## Contacto
correo@webelpuente.com
mail@webelpuente.com
preguntas@webelpuente.com
Tel: (574) 533-9082
Fax: (574) 537-0552

## Equipo editorial
- Zulma Prieto • Editor coordinador
- Jimmer Prieto • Editor Literario
- Constanza Gho • Correctora Literaria
- Axel Hernández • Fotografía
- Karime Perea • Escritora e Ilustradora
- Abigail García • Diseño Gráfico
- Gerardo León • Diseño Gráfico
- Yizzar Prieto • Dirección de Producción
- Zuleyja Prieto • Dirección de Traducción
- David Guevara • Dirección de Mercadeo